# Swinton Lions Rugby League Club
Maillots
Le Swinton Lions Rugby League Club aussi appelé les Swinton Lions est un club professionnel anglais de rugby à XIII basé à Swinton (Grand Manchester). Il évolue dans la Championship qui est le deuxième échelon du championnat d'Angleterre.
Le club a remporté le Rugby Football League Championship à six reprises, ainsi que trois Coupes d'Angleterre. Il a pourtant quitté l'élite anglaise en 1973 et a depuis connu plusieurs difficultés tant sur le plan sportif que financier. En 2011, les Lions remportent le titre de League 1 et sont promus dans la Championship.

## Bilan du club toutes saisons et toutes compétitions confondues
| Année | Année | Saison régulière Championship | Saison régulière Championship | Saison régulière Championship | Saison régulière Championship | Saison régulière Championship | Saison régulière Championship | Saison régulière Championship | Saison régulière Championship | Phase finale Championship | Phase finale Championship | Phase finale Championship | Phase finale Championship | Phase finale Championship | Phase finale Championship | Phase finale Championship | Challenge Cup |
| Année | Année | Class.                        | Points                        | MJ                            | V.                            | N.                            | D.                            | Pp.                           | Pc.                           | Perf.                     | MJ                        | V.                        | N.                        | D.                        | Pp.                       | Pc.                       | Performance   |
| 2021  | 2021  | 14e                           | 5                             | 22                            | 2                             | 1                             | 19                            | 404                           | 773                           | Non qualifié              | -                         | -                         | -                         | -                         | -                         | -                         |               |
| Année | Année | Saison régulière League 1     | Saison régulière League 1     | Saison régulière League 1     | Saison régulière League 1     | Saison régulière League 1     | Saison régulière League 1     | Saison régulière League 1     | Saison régulière League 1     | Play-offs League 1        | Play-offs League 1        | Play-offs League 1        | Play-offs League 1        | Play-offs League 1        | Play-offs League 1        | Play-offs League 1        | Challenge Cup |
| Année | Année | Class.                        | Points                        | MJ                            | V.                            | N.                            | D.                            | Pp.                           | Pc.                           | Perf.                     | MJ                        | V.                        | N.                        | D.                        | Pp.                       | Pc.                       | Performance   |
| 2022  | 2022  | 2e                            | 32                            | 20                            | 16                            | 0                             | 4                             | 834                           | 317                           | Champion                  | 2                         | 2                         | 0                         | 0                         | 48                        | 22                        | 3e tour       |
| Année | Année | Saison régulière Championship | Saison régulière Championship | Saison régulière Championship | Saison régulière Championship | Saison régulière Championship | Saison régulière Championship | Saison régulière Championship | Saison régulière Championship | Phase finale Championship | Phase finale Championship | Phase finale Championship | Phase finale Championship | Phase finale Championship | Phase finale Championship | Phase finale Championship | Challenge Cup |
| Année | Année | Class.                        | Points                        | MJ                            | V.                            | N.                            | D.                            | Pp.                           | Pc.                           | Perf.                     | MJ                        | V.                        | N.                        | D.                        | Pp.                       | Pc.                       | Performance   |
| 2023  | 2023  | 10e                           | 18                            | 27                            | 9                             | 0                             | 18                            | 426                           | 739                           | Non qualifié              | -                         | -                         | -                         | -                         | -                         | -                         | 3e tour       |
| 2024  | 2024  | 12e                           | 18                            | 26                            | 9                             | 0                             | 18                            | 466                           | 678                           | Barrage de relégation     | 1                         | 0                         | 0                         | 1                         | 20                        | 22                        | 5e tour       |
| Année | Année | Saison régulière League 1     | Saison régulière League 1     | Saison régulière League 1     | Saison régulière League 1     | Saison régulière League 1     | Saison régulière League 1     | Saison régulière League 1     | Saison régulière League 1     | Play-offs League 1        | Play-offs League 1        | Play-offs League 1        | Play-offs League 1        | Play-offs League 1        | Play-offs League 1        | Play-offs League 1        | Challenge Cup |
| Année | Année | Class.                        | Points                        | MJ                            | V.                            | N.                            | D.                            | Pp.                           | Pc.                           | Perf.                     | MJ                        | V.                        | N.                        | D.                        | Pp.                       | Pc.                       | Performance   |
| 2025  | 2025  | En cours                      | -                             | -                             | -                             | -                             | -                             | -                             | -                             | En cours                  | -                         | -                         | -                         | -                         | -                         | -                         | 2e tour       |

- Mise à jour le 13 juin 2025.